# Francisca Keller
Francisca Isabel Schurig Vieira Keller (São Paulo, 20 de fevereiro de 1935 – Rio de Janeiro, 25 de dezembro de 1981) foi uma antropóloga, pesquisadora e professora universitária brasileira. 
Pioneira da antropologia social no Brasil, estudando os movimentos migratórios de cidadãos japoneses em território nacional, Keller era pesquisadora do Programa de Pós-Graduação em Antropologia Social do Museu Nacional, no Rio de Janeiro, onde ajudou a fundar e a consolidar a pós-graduação na instituição como um programa modelo.

## Biografia
Keller nasceu na capital paulista, em 1935. Em 1957, formou-se em Geografia e História pela Pontifícia Universidade Católica de São Paulo (PUC-SP). Defendeu mestrado em Antropologia Social na Universidade de Durham, em 1962 e em 1967, sob a orientação do antropólogo Florestan Fernandes, defendeu doutorado na mesma área, pela Faculdade de Filosofia, Ciências e Letras da Universidade de São Paulo.
Sua carreira docente começou na PUC em São Paulo, em 1960, mas a partir de 1963, foi contratada como professora da cadeira de Antropologia da Faculdade de Filosofia, Ciências e Letras de Marília, São Paulo, onde permaneceu até 1968. Neste mesmo ano, aceitando o convite do professor Roberto Cardoso de Oliveira, então chefe do Departamento de Antropologia do Museu Nacional, Keller mudou-se para o Rio de Janeiro, para integrar o grupo de antropólogos que constituiu o primeiro corpo docente do novo programa de pós-graduação da instituição.
Ministrou diversas disciplinas como Métodos de Análise em Antropologia Social, Estudos Regionais e de Comunidade e Minorias Nacionais. Foi pioneira no estudo sobre o grupo étnico japonês na região de Marília, que já estudara no doutorado e se tornou sua principal linha de pesquisa ao longo da carreira, alvo de vários artigos científicos. Fez pesquisas de campo com o grupo japonês nos estados de São Paulo e Mato Grosso. 
Participou da pesquisa “Estudo Comparativo do Desenvolvimento Regional”, no centro-oeste do Brasil, na qual colaboraram professores e alunos do Programa de Pós-Graduação em Antropologia Social do Museu Nacional, realizando a pesquisa preliminar, visando treinar alunos de pós para a pesquisa de campo. Estudou os estados do Maranhão e o sul do Pará, estudando a expansão agrícola e as novas formações sociais do norte e centro-oeste do país. Os resultados de tais pesquisas ficaram, em grande parte, inéditos.

## Morte
Keller permaneceu ativa na pesquisa e no ensino no Museu Nacional, até sua morte em 25 de dezembro de 1981, na capital fluminense, aos 46 anos. Keller deixou marido e três filhos, além de alunos de pós-graduação e vários artigos não publicados.

## Homenagem
A Biblioteca Francisca Keller (BFK) faz parte do Programa de Pós-Graduação em Antropologia Social (PPGAS) do Museu Nacional e integra o Sistema de Bibliotecas e Informação da Universidade Federal do Rio de Janeiro (UFRJ) e localizava-se desde a sua fundação, no térreo do Palácio de São Cristóvão, situado no Parque da Quinta da Boa Vista. É considerada uma das mais importantes bibliotecas de Ciências Sociais do Brasil e contava com um acervo de cerca de 37 mil volumes, entre obras de referência, livros, periódicos, teses, dissertações, anais de congressos, folhetos, entre outros materiais especiais, constituído desde sua fundação em 1968.
No dia 2 de setembro de 2018, o Museu Nacional pegou fogo, o que destruiu completamente a BFK. Logo após o incêndio, o museu começou os trabalhos de reconstrução e lançou em julho de 2019 um programa de financiamento coletivo chamado “Livros Vivos no Museu”, envolvendo professores, técnicos, bibliotecários e estudantes da UFRJ e de outras instituições nacionais e internacionais para reerguer a biblioteca e seu acervo. Foram iniciadas doações e transportes de livros, aquisição de mobiliários, além de um novo projeto arquitetônico para acomodar a nova biblioteca.
Em fevereiro de 2023, foi anunciado pela UFRJ que a nova biblioteca seria entregue em março do mesmo ano, em nova localização, no Horto Botânico da Quinta da Boa Vista.

## Livros
- KELLER, F. O Japonês na Frente de Expansão Paulista, Editora da Universidade de São Paulo, 1973.